# Franz Hanfstaengl

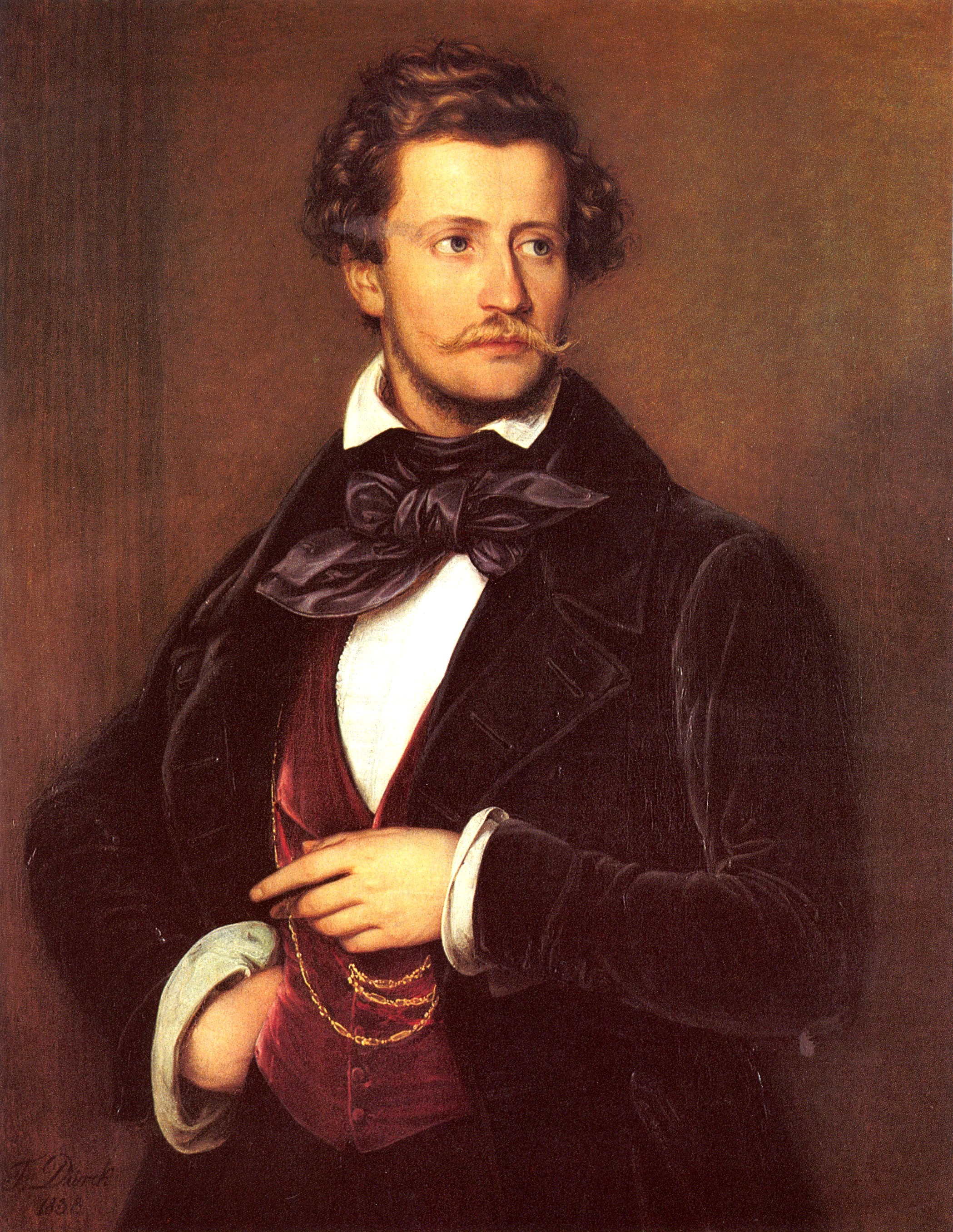
Franz Hanfstaengl von Friedrich Dürck, 1838

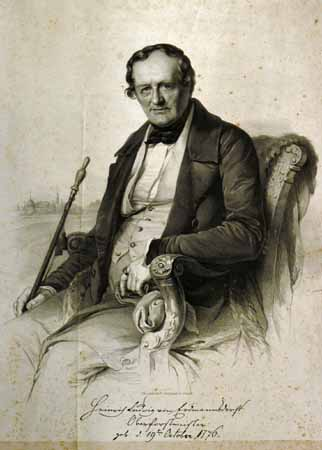
Heinrich Ludwig von Erdmannsdorf (1776–1853), Lithografie, um 1835

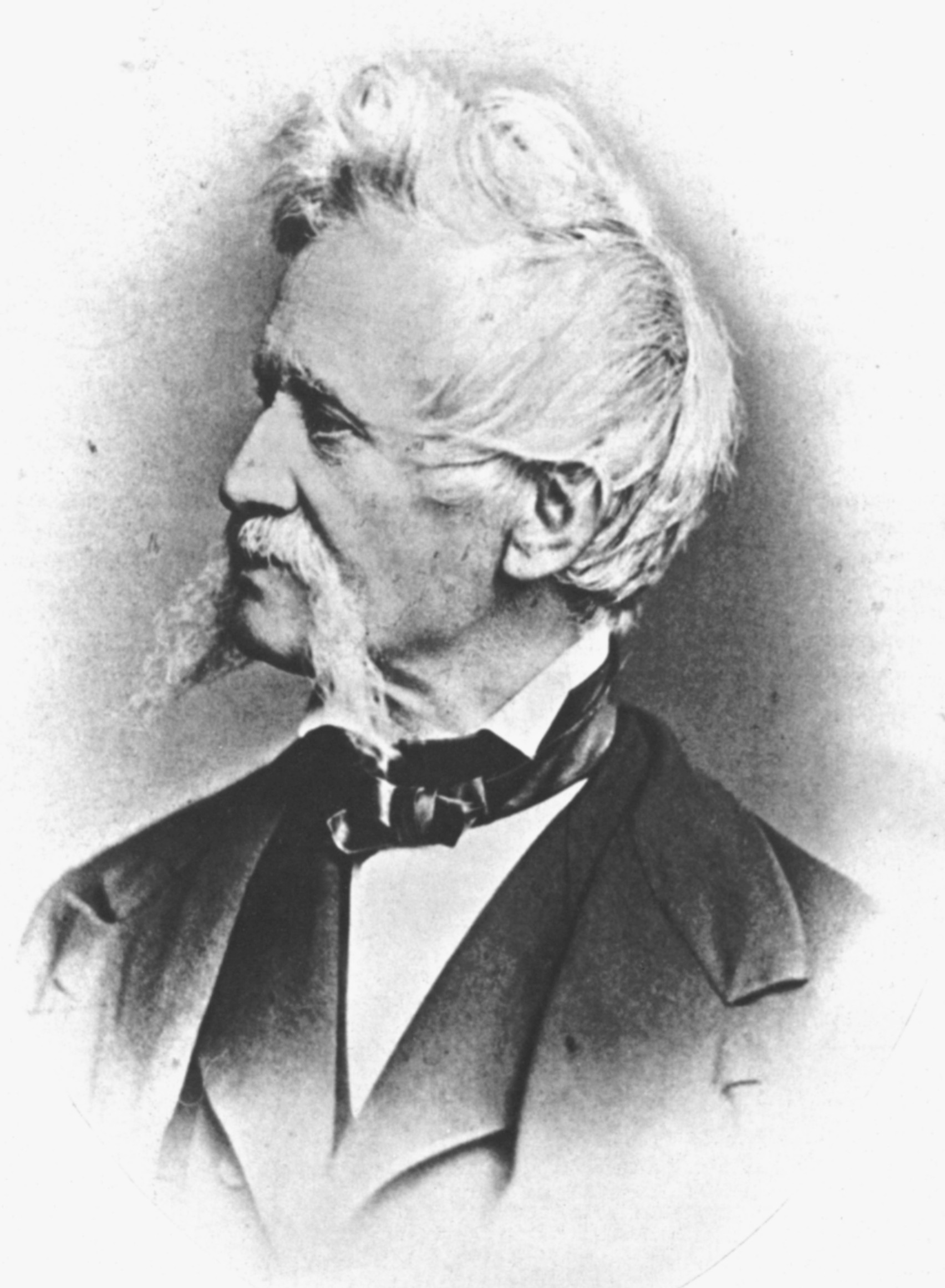
Franz Hanfstaengl, 1876/77

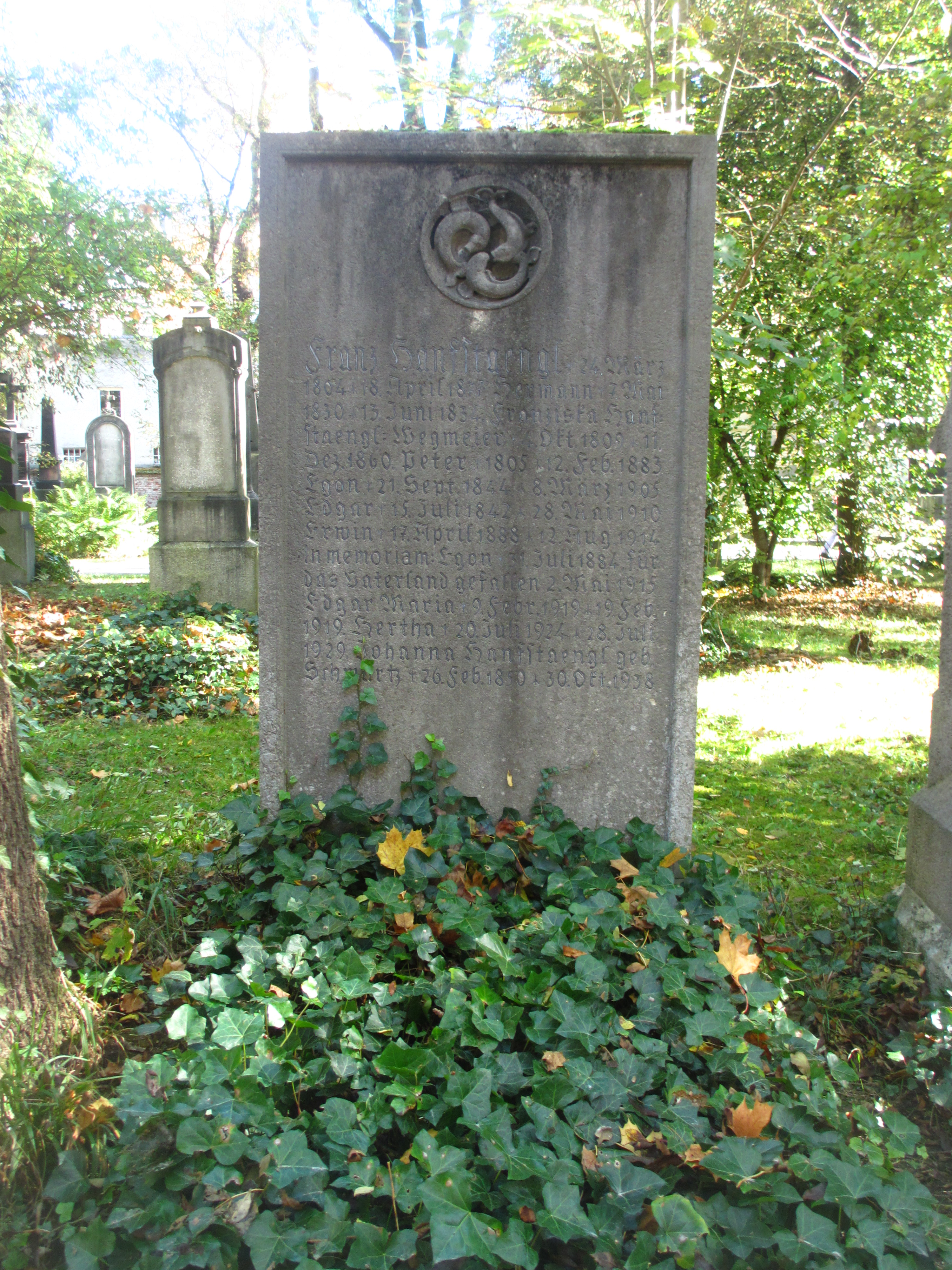
Grab von Franz Hanfstaengl auf dem Alten Südlichen Friedhof in München

Franz Seraph Hanfstaengl (* 1. März 1804 in Baiernrain bei Tölz; † 18. April 1877 in München) war ein deutscher Maler, Lithograf und Fotograf.

## Leben
Franz Hanfstaengl entstammte einer alteingesessenen Bauernfamilie aus Baiernrain bei Tölz und kam 1816 auf Empfehlung des Dorfschullehrers in die Zeichenklasse der von Hermann Josef Mitterer geführten Feiertagsschule in München. Er wurde in Lithografie ausgebildet, hatte Kontakt zu Alois Senefelder und studierte 1819–25 an der Königlichen Akademie der Bildenden Künste in München.
1825 bis 1833 erstellte er eine lithografische Porträtsammlung wichtiger Persönlichkeiten Bayerns („Corpus Imaginum“).
Als Porträtlithograf der Münchner Gesellschaft erfreute sich Hanfstaengl, „Graf Litho“ genannt, bald großer Beliebtheit. 1833 gründete er in München eine eigene lithografische Anstalt, die er bis 1868 leitete und der er 1853 eine Kunstdruckerei angliederte. 1835–52 stellte Hanfstaengl rund 200 lithografische Reproduktionen von Meisterwerken der Dresdner Gemäldegalerie her und veröffentlichte diese in einer Mappe. Dazu war Hanfstaengl nach Dresden übergesiedelt.
Durch den Fotografen Alois Löcherer hatte Franz Hanfstaengl den Umgang mit einer Kamera erlernt. 1852 eröffnete er mit seinem Schwager Moritz Eduard Lotze (1809–90) ein „aristisch-photographisches Atelier“. Er war später Hoffotograf und schuf Porträts berühmter Persönlichkeiten, u. a des Königs Ludwig II. von Bayern, Otto von Bismarcks und der Kaiserin Elisabeth von Österreich.
Er gewann auf der Pariser Weltausstellung im Jahr 1855 eine Goldmedaille für die Vorführung retuschierter Fotografien. Franz Hanfstaengl wird daher als Erfinder der Negativretusche betrachtet.
Hanfstaengel führte einen länger andauernden Prozess mit dem Dresdner Fotografen Gebrüder Schwendler. Hanfstaengel hatte Gemälde der Dresdner Galerie lithografiert, diese hatte Schwendler fotografiert und verkauft. Hanfstaengel wollte ihm den Verkauf untersagen. Er verlor den Prozess, da die Lithografien keine Originale darstellten.
Er beeinflusste seinen Schwager, den österreichischen Arzt, Erfinder und Politiker Norbert Pfretzschner senior bei der Entwicklung einer fotografischen Trockenplatte 1866. Er war der Vater des Kaufmanns Edgar Hanfstaengl und Großvater des Politikers Ernst Hanfstaengl.
Franz Hanfstaengl war verheiratet mit Franziska Wegmaier (1811–1861).

## Kunstverlag „Franz Hanfstaengl“
Unter seinem Namen wurde die von ihm 1833 gegründete Anstalt als Kunstverlag über seinen Tod hinaus bis 1980 weitergeführt. Diesen Betrieb professionalisierte ab 1868 der kaufmännisch und überseeisch tätige Sohn Franz Hanfstaengls, Edgar. Dessen massenhafte Vervielfältigung von Kunst ironisierte der Schriftsteller Thomas Mann in seiner 1902 erschienenen Novelle Gladius Dei, indem er ihn und seine „Reproduktionsindustrie“ als „Kunsthandlung Blüthenzweig“ beschrieb.

## Hanns Hanfstaengl
Das in Dresden verbliebene lithografische Atelier hatte Franz Hanfstaengl seinen Brüdern Johann (genannt Hanns) (1820–1885) und Max (1817–1875) überlassen. Hanns war auch Lithograph und vermutlich schon Ende der 1830er Jahre nach Dresden gezogen. Ab 1860 wurde auch ein fotografisches Atelier angezeigt. Es führte ab März 1864 den Namen „Hanns Hanfstaengl“. Ab 1. Oktober 1868 war der Fotograf Carl August Teich (1837–1887) Eigentümer. Teich, der später Hofphotograph geworden war, firmierte unter „Hanns Hanfstaengl-Nachfolger C. A. Teich“ oder „Teich-Hanfstaengl“.

### KunstverlagHanfstaengl’s Nachfolger
Der in Berlin von Hanns Hanfstaengl im Juni 1867 gegründete Kunstverlag und Kommissionshaus „Hanfstaengl’s Nachfolger“ wurde im Dezember 1872 an Eduard Müller verkauft.

## Auszeichnungen
- 1841, Erlaubnis zur Führung des Titels „Herzoglich Sachsen-Coburg-Gothaischer Hofrath“ in Bayern.[7]
- 1845, Ernennung zum Außerordentlichen Mitglied der königlichen Akademie der Künste[8]
- Preis-Medaille Erster Klasse auf der Industrie-Ausstellung in Paris 1855.[9]
- Medaille mit Zuschrift aus Anlaß der Ausstellung in Brüssel 1856[10].
- Medaille für guten Geschmack für Portrait-Photographien, Reproduktionen und Vergrösserungen anlässlich der Weltausstellung 1873 in Wien (Abt. Photographie).[11]
- Ehrenmitglied der Akademie der schönen Künste, 1876 ernannt durch Ludwig von Bayern[12]

## Grabstätte
Die Grabstätte von Hanfstaengl befindet sich auf dem Alten Südlichen Friedhof in München (Gräberfeld 2 – Reihe 7 – Platz 37) Standort.